# Railtender

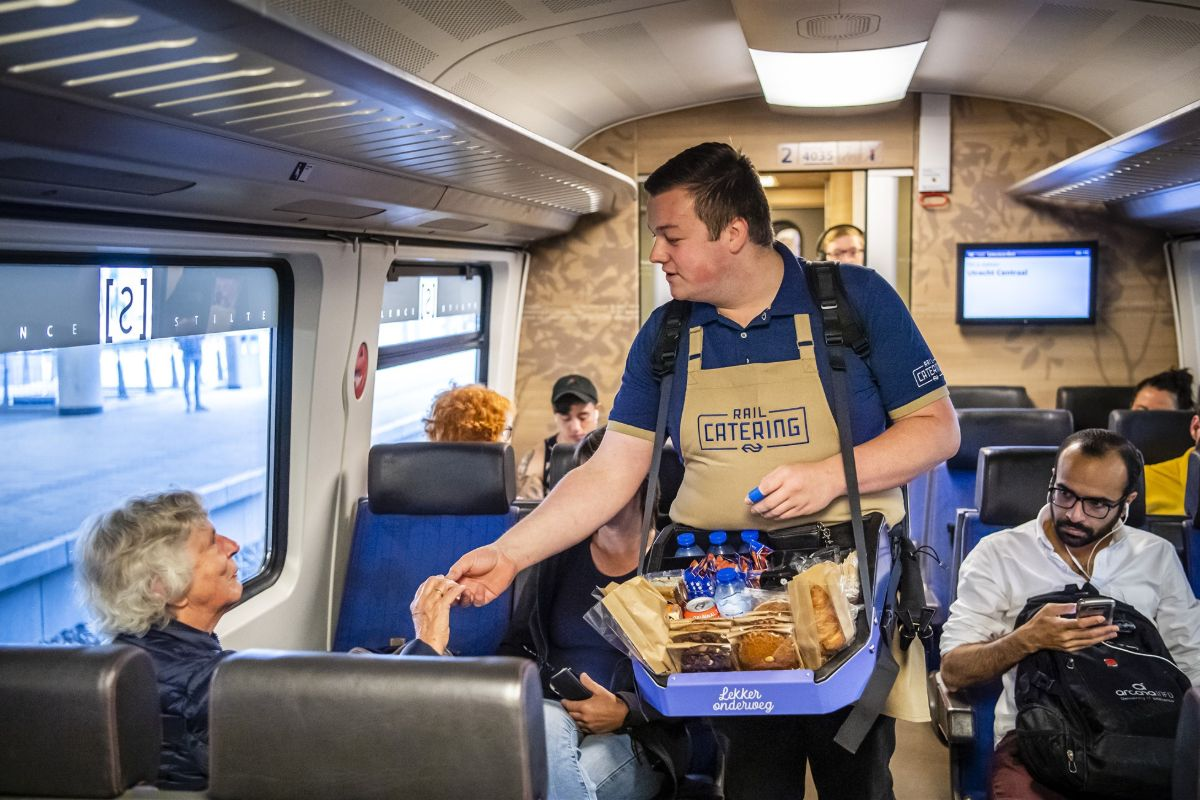
Railcatering in 2019

Railtender was een cateringservice in Nederlandse intercitytreinen van 1993 tot 2004. Daarvoor werd bij de Nederlandse Spoorwegen deze trolley waarmee een kelner van Wagons-Lits door de Intercitytreinen langs kwam minibar genoemd. 
Daarna werd dit overgenomen door de railcatering, welke in 2018 een nieuwe huisstijl kreeg. Mede door de coronapandemie is railcatering sinds februari 2021 definitief gestopt.

## Geschiedenis
De railtender was een trolley die een cateringmedewerker door de trein reed. De railtender was gevuld met warme en gekoelde dranken en ook diverse versnaperingen, zoals broodjes, koeken, chips en snoep die reizigers konden kopen. De dubbeldekstreinstellen hadden een lift om de railtender naar de juiste verdieping te brengen.
De railtender werd voorheen uitgebaat door Wagon-Lits Rail Service. Midden jaren negentig bleek dat de railtender oude stijl niet meer voldeed en verlies draaide. Albron Catering nam de werkzaamheden over en vernieuwde het concept. Zo werden de trolleys vernieuwd, evenals het assortiment.

## Einde railtender
In 2002 maakten NS en Albron bekend te zullen stoppen met Railtender. Steeds meer reizigers kochten eten en drinken op de stations, waar het aanbod aan gemakswinkels en restaurants zienderogen was uitgebreid. Alleen op internationale treinen zoals ICE International en de Beneluxtrein bleef de catering behouden: voor de laatste trein nam Kiosk de catering over, de treinen richting Duitsland en Eurostar maken gebruik van een eigen cateraar.

## Tijdelijke terugkeer catering in de trein
Vanaf oktober 2005 voorzag NS weer in de mogelijkheid om koffie met een versnapering in de trein te kopen. Sinds dat moment was er op bepaalde treinen Railcatering waarbij een lopende medewerker met een rugzak de reizigers bedient. Tot 2019 verkocht Railcatering voornamelijk frisdrank en snacks. Anno 2019 had NS de formule vernieuwd: Er werd onder meer koffie verkocht, maar ook diverse broodjes. NS zei hiermee beter af te willen stemmen op de eetmomenten van reizigers en ook een meer verantwoord assortiment te willen bieden. NS bood Railcatering aan op diverse intercitytrajecten, de Intercity direct en de Beneluxtrein. De Railcatering is vanwege de coronapandemie sinds maart 2020 gestopt. In januari 2021 werd bekendgemaakt dat de dienst definitief opgedoekt werd. Medewerkers werden eerder al 'tijdelijk' onder gebracht in andere winkels van de NS.